# Betriebsausschuss
Ein Betriebsausschuss ist in Deutschland die Geschäftsführung des Betriebsrats. Seine Aufgaben sind das Führen der laufenden Geschäfte des Betriebsrates mit dem Ziel, Entscheidungsprozesse zu verkürzen und den Betriebsrat handlungsfähiger zu machen. Zu den Aufgaben gehören z. B. Vorbereiten von Sitzungen und Beschlüssen, Einholen von Auskünften, Beschaffen von Unterlagen, Besprechungen mit Gewerkschaftsvertretern, Vorstellungnahmen, Führen von Vorgesprächen, Erledigen des Schriftverkehrs. Der Betriebsrat kann mit der Mehrheit der Stimmen seiner Mitglieder dem Betriebsausschuss weitere Aufgaben übertragen, jedoch nicht das Abschließen von Betriebsvereinbarungen.
Jeder Betriebsrat muss bei neun oder mehr Mitgliedern einen Betriebsausschuss in geheimer Abstimmung wählen. Grundlage hierfür ist § 27 BetrVG.
Der Betriebsausschuss besteht aus dem Vorsitzenden des Betriebsrates und seinem Stellvertreter sowie weiteren Mitgliedern des Betriebsrats, deren Anzahl sich  nach der Größe des Betriebsrats bestimmt.
In Österreich ist der Betriebsausschuss die gemeinsame, von beiden Seiten gewählte Interessenvertretung der Betriebsräte von Arbeitern und Angestellten gemäß §76 ArbVG.